# OsCommerce
osCommerce é um sistema open source para criação de lojas virtuais. Ele pode ser utilizado em qualquer servidor web que tenha PHP e MySQL instalado.